# Loi d'interprétation (Canada)
En droit canadien, la Loi d'interprétation est une loi qui énonce des règles et présomptions d'interprétation législative. 

## Dispositions
Parmi les plus importantes dispositions de la loi, l'article 3 stipule le caractère supplétif des règles énoncées dans les lois d’interprétation ; l'article 8.1 énonce que le Canada a une tradition bijuridique et qu'un juge peut dans certains cas recourir au droit privé provincial pour assurer l'application d'un texte ; l'article 8.2 concerne la compatibilité de la terminologie civiliste pour les textes touchant au droit privé québécois ; l'article 10 stipule que la loi a une vocation permanente et qu'on doit appliquer le principe de non-rétroactivité ; l'article 12 énonce le paradigme de la méthode téléologique en tandem avec une lecture large et libérale ; l'article 13 affirme que le préambule fait partie d'un texte ; l'article 14 déclare que les notes marginales ne font pas partie d'un texte ; l'article 15 énonce que les définitions s'appliquent par défaut au reste de la loi et aux lois portant sur un domaine identique ; l'article 16 énonce que les termes dans les règlements ont le même sens que dans une loi ; l'article 45 (2) fait échec à la présomption qu’une modification de forme est une modification de fond ; l'article 45 (3) dit qu'une loi modificatrice ne permet pas de tirer une conclusion interprétative sur l'état antérieur du droit, ce qui réduit mais n'élimine pas complètement la force persuasive de l'argument interprétatif d'historique législatif subséquent. 